# Siponnus stimulatus
Siponnus stimulatus is een hooiwagen uit de familie Epedanidae.